# 人口普查區
人口普查区是一國政府为實施人口普查而劃定的区域。 有些人口普查區大致與城市、鄉鎮等行政區劃相當，不過在美国的非建制地区，人口普查區劃分的就比較隨意。